# IC 1590
IC 1590 ist ein offener Sternhaufen im Sternbild Kassiopeia, der sich in der Nebelzone von NGC 281 befindet. 279 Sterne mit Helligkeiten kleiner oder gleich 17 sind innerhalb oder in der Nähe des Haufens sichtbar. Das Alter des Haufens wird auf 3,5 Millionen Jahre geschätzt, womit er im Vergleich zu anderen Sternsystemen relativ jung ist. Im Inneren des Haufens befindet sich ein Mehrfachsternsystem, das Licht aussendet, das dazu beiträgt, dass der Staub in NGC 281 leuchtet.
Das Objekt wurde am 31. Oktober 1899 von Guillaume Bigourdan entdeckt.